# Aeroportul Sette-Cama
Aeroportul Sette-Cama (IATA: ZKM, ICAO: FOOS) este un aeroport din Gabon ce deservește zona Sette Cama⁠(d). A fost numit după zona deservită.
Situat la o altitudine de 3 m, aeroportul dispune de o singură pistă.